# لیلا اسکندر
لیلا راشد اسکندر کامل، کارآفرین اجتماعی و سیاستمدار سرشناس مصری است. وی پیشتر در دولت موقتِ حازم البَبلاوی به عنوان وزیر محیط زیست مصر فعالیت داشته است.
اسکندر با بیش از دو دهه تجربه، همکاری مستمری با سازمان‌های مردم نهاد مصر داشته است. وی به‌عنوان رئیس و عضو هیئت‌موسس CID Consulting فعالیت می‌کند که یک شرکت مشاوره مصری است که در زمینه ایجاد راهکارهای جامع توسعه‌ای با تلفیق اهداف شرکتی و اجتماعی تخصص دارد. وی در سطح بین‌المللی و محلی به‌عنوان کارشناس برجسته در زمینه توسعه جامعه، مشاور، پژوهشگر و مربی شناخته می‌شود.از دیگر مسئولیت‌های مهم اسکندر می‌توان به عضویت در هیئت امنای الفنار اشاره کرد که نخستین سازمان بشردوستانه مخاطره‌پذیر در جهان عرب محسوب می‌شود.

## تحصیلات و پیشه اولیه
اسکندر تحصیلات خود را با مدرک کارشناسی در رشته‌های اقتصاد، علوم سیاسی و تجارت از دانشگاه قاهره آغاز کرد. وی سپس موفق به اخذ مدرک کارشناسی ارشد هنر در رشته آموزش با گرایش مطالعات خاور نزدیک از دانشگاه کالیفرنیا، برکلی شد و در نهایت دکترای تخصصی خود را در رشته آموزش از کالج معلمان دانشگاه کلمبیا در نیویورک دریافت نمود.
اسکندر به عنوان پژوهشگر، سخنران و مشاور با نهادهای دولتی، سازمان‌های بین‌المللی و بخش خصوصی در حوزه‌های متنوعی از جمله مسائل جنسیتی، آموزش و توسعه پایدار، محیط زیست، مقابله با کار کودکان و حکمرانی همکاری داشته است. فعالیت‌های مشاوره‌ای وی شامل ارائه راهکار در زمینه‌های سیاست‌گذاری عمومی و مسائل کلان حکومتی می‌شود. از جمله مسئولیت‌های اجرایی ایشان می‌توان به مشاورت وزیر محیط زیست مصر در امور مدیریت پسماند اشاره کرد.
اسکندر در طول ۲۵ سال گذشته روی پروژه‌هایی در زمینه‌های سازمان‌سازی، ایجاد شبکه، تشکیل مشارکت‌های دولتی-خصوصی و انتقال فناوری در حوزه‌هایی مانند آموزش غیررسمی، مراقبت‌های بهداشتی اولیه، مسائل زیست‌محیطی جامعه، صنایع دستی، سوادآموزی و جنسیت کار کرده است.او همچنین به‌عنوان عضو هیئت داوران جایزه بین‌المللی سوادآموزی یونسکو فعالیت داشته و بین سال‌های ۲۰۰۵ تا ۲۰۰۷ به عنوان منبع برنامه سوادآموزی برای توسعه (UNLD) یونسکو در منطقه عرب خدمت کرده است.
لیلا دارای سابقه‌ای طولانی و تخصص گسترده در زمینه روش‌های آموزش رسمی و غیررسمی است و پروژه‌های متعددی را در این حوزه در مصر رهبری کرده است.

## شبکه‌ها
اسکندر عضو هیئت امنای مؤسسه بین‌المللی محیط‌زیست و توسعه (IIED) می‌باشد.
اسکندر همچنین عضو تیم اجرایی گروه کاری مشترک مدیریت پسماند جامد برای کشورهای با درآمد کم و متوسط (معروف به CWG) می‌باشد. این شبکه دانشی غیررسمی، داوطلبانی را گرد هم می‌آورد تا دانش و تجربیات خود را در زمینه روش‌های مدیریت پسماند جامد در کشورهای در حال توسعه مبادله کنند.

## کارآفرینی اجتماعی
اسکندر در مورد کارآفرینی اجتماعی عنوان کرد:
اصطلاح کارآفرین اجتماعی، به نظر من، مستلزم بازنگری مجدد است. من می‌خواهم به هر کسی که شغلی یا مسیری در حال تغییر را آغاز می‌کند توصیه کنم که به تجارت به‌عنوان حالتی نگاه کند که باید رفاه مردم را در همه جا در نظر بگیرد. نه فقط من و شرکتم یا سازمان غیردولتی بلکه من و پولی که قرار است به دست آوریم بیاد برای رفاه مردم باشد؛ بنابراین هرکاری در درجه اول باید منصفانه، عادلانه باشند. توصیه من این است که تعاریف برای اینکه کارآفرینی یا سود چیست را به چالش بکشیم. ما نباید فقط به پول به عنوان چیزی که در پایان صورت حساب سالانه خود به دست می‌آید نگاه کنم. ما باید به رفاه همه اطرافیانم نگاه کنم زیرا همهٔ ما در یک سیاره زندگی می‌کنیم و اگر همچنان به گرفتن چیزها و انجام کارهای خودمان مشغول باشیم این امر پایدار نخواهد بود. شما باید کل مفهوم تجارت و سود از این زاویه ای بررسی کنید که می‌گوید: اگر تجارت اجتماعی نیست، پس آن تجارت بد است.
لیلا اسکندر، مصاحبه با Global X

## نویسندگی
اسکندر به عنوان مدیر و نویسنده اصلی گزارش‌هایی تحت عنوان راه حل‌های تجاری برای توسعه فعالیت‌های انسانی در سال ۲۰۰۷ در مصر فعالیت می‌کرد. او در سال ۱۹۹۴ کتابی با عنوان روستای متعمم دفن شده در زباله در قاهره مص نوشت.

## مشارکت‌های قابل توجه

### مدرسه بازیافت معتمم
از جمله اقدامات برجسته اسکندر، فعالیت مؤثر او با جامعه زباله‌گردهای زبالین در مصر بود. وی در سال ۱۹۸۲ در همین منطقه یک مدرسه بازیافت غیررسمی تأسیس کرد که به آموزش سواد پایه، سلامت و اصول بهداشتی به کودکان می‌پرداخت. پروژه ای که برای آن جایزه محیط زیست گلدمن را در سال ۱۹۹۴ دریافت کرد.
فعالیت او با زباله‌گردها شامل برنامه‌ای با عنوان یادگیری و کسب درآمد (مرکز قالیبافی کامل) بود. در این برنامه، دختران جامعه زبلین با استفاده از پنبه‌های بازیافتی، قالیچه‌هایی را روی دستگاه‌های بافندگی تولید می‌کردند. این پروژه علاوه بر آموزش مهارت‌های قالیبافی، دوره‌های آموزشی سواد پایه و ریاضیات را نیز برای این دختران در نظر گرفته بود. فروش تولیدات آن‌ها در نمایشگاه‌های صنایع دستی نیز به عنوان بخشی از این برنامه جهت ایجاد درآمد برای شرکت‌کنندگان تسهیل شده بود.

### پروژه بازیافت سینای
دانش مدیریت پسماند در منشیات ناصر حومه قاهره در سال ۱۹۹۷ شکل گرفت. این دانش زمانی توسعه یافت که کامل با شریف الغمراوی - کارآفرین اجتماعی و صاحب اقامتگاه بومگردی و مؤسس سازمان محیط زیستی Arabicya - همکاری کرد. این تجربه بعدها به شهرهای توریستی مصر یعنی دهب و نویبع منتقل شد.
این پروژه شامل جداسازی و تفکیک زباله‌های آلی و غیرآلی بود. زباله‌های غیرآلی به ایستگاه‌های انتقال جهت دسته‌بندی، پردازش و بازیافت فرستاده می‌شدند. زباله‌های آلی نیز به بادیه‌نشینان سینا تحویل داده می‌شد که از آن برای تغذیه دام‌های خود استفاده می‌کردند. این روش از تخریب محیط‌زیست ناشی از دفع غیراصولی زباله‌ها جلوگیری می‌کرد.
ایستگاه انتقال برای جمع‌آوری حجم انبوهی از بطری‌های شیشه‌ای، پلاستیک‌ها، مقوا و سایر مواد قابل بازیافت از مراکز گردشگری ایجاد شد. این ایستگاه منبع درآمد قابل توجهی از طریق فروش مجدد پلاستیک و شیشه در بازارهای داخلی و بین‌المللی ایجاد کرد. [۱]

## جوایز
اسکندر در سال ۱۹۹۴، جایزه محیط زیست گلدمن را برای اولین فعالیت خود با زابلین دریافت کرد
در مجمع جهانی اقتصاد در شرم الشیخ در سال ۲۰۰۶، او و سازمانش - مشاوره CID - جایزه شواب برای کارآفرینی اجتماعی را برای طراحی و اجرای پروژه یادگیری و کسب درآمد برای کودکان زابلین با کالاهای مصرفی پرشتاب پروکتر اند کمبل مصردریافت کردندو

## زندگی شخصی
اسکندر مسیحی است.